# Lordose

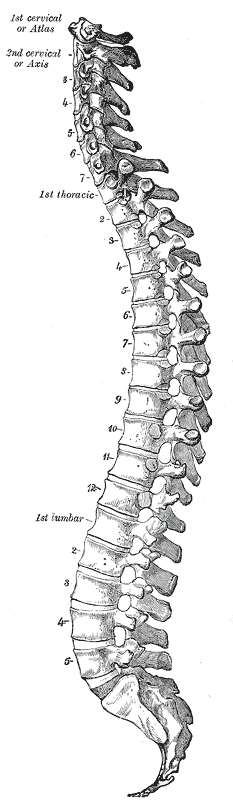
Wirbelsäule von der linken Seite gesehen

Die Lordose (von griechisch λορδός lordós „vorwärts gekrümmt“) ist eine Krümmung (Biegung) der Wirbelsäule nach vorne, so dass bei starker Ausprägung (Hyperlordose) ein Hohlkreuz entsteht. Die Krümmung nach hinten (mit einem „runden Rücken“) wird als Kyphose bezeichnet.

## Physiologische Krümmung und pathologische Veränderungen
Beim Menschen ist eine Lordose im Bereich der Halswirbelsäule (cervical) und der Lendenwirbelsäule (lumbal) normal (physiologisch). Sie federt  – wie auch die Kyphose – axiale Stöße ab. Erst deutlich verstärkte Krümmungen oder Streckungen der Wirbelsäule begründen Beschwerden bis zu chronischen Krankheitsbildern und Schädigungen. Die Abbildung zeigt eine normale Haltung der Wirbelsäule mit der Brustkyphose etwa in der Bildmitte und darunter der Lendenlordose.

## Abweichungen

### Hyperlordose

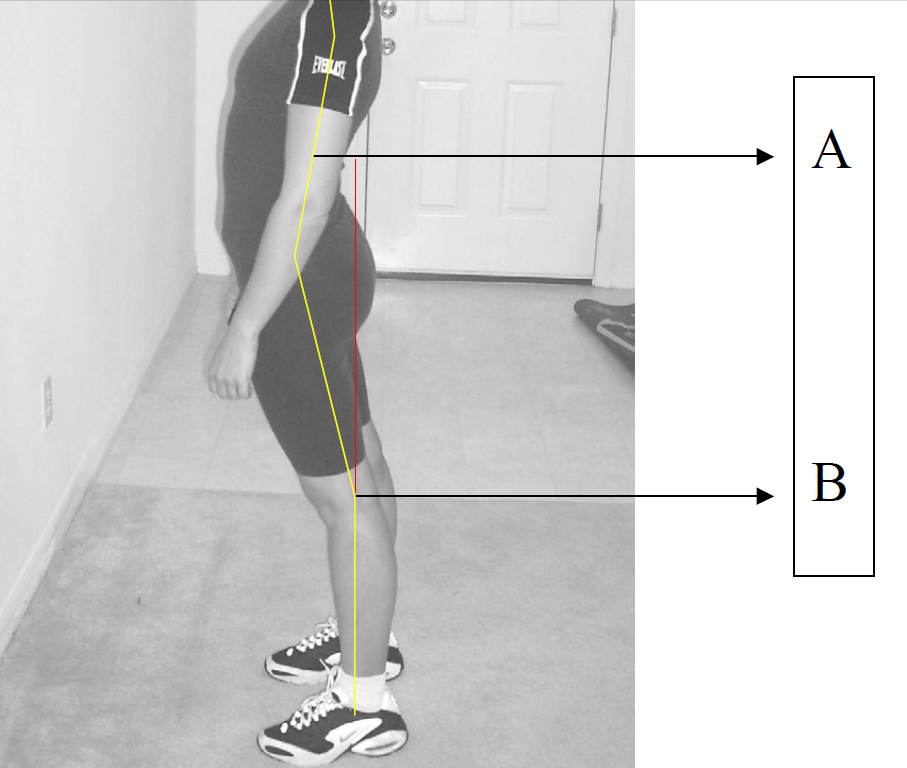
Person mit Hyperlordose – bei einem gesunden Menschen wären die Punkte A und B auf einer Höhe

Als Hohlkreuz oder Hyperlordose wird eine Fehlhaltung mit verstärkter Lordose der Lendenwirbelsäule bezeichnet, bei der sich die Bauchpartie durch die Verlagerung des Beckens nach vorne vorwölbt. Um nicht nach vorne zu fallen, wird der Brustkorb hinter die Körperachse verlagert (Brustkyphose). Die Bauchmuskulatur verhindert das Umkippen nach hinten, indem sie in der Dehnung dauerhaft angespannt wird. Auslöser kann zum einen eine durch Bewegungsmangel oder falsche Körperhaltung mangelhaft trainierte, verkürzte hypertone Rückenmuskulatur sein, die die Funktion der Bauchmuskeln als Gegenspieler hemmt, indem sie sich nicht entspannt. Außerdem kann eine hypertone und damit nicht verlängerbare Rückenmuskulatur, welche die Wirbelsäule und die hinteren Anteile der Wirbelsegmente einseitig komprimiert, ein Grund für Bandscheibenvorfälle, Spinalkanalstenosen und Gleitwirbel sein. Im fortgeschrittenen Stadium kann ein Hohlkreuz Rückenschmerzen verursachen. Zur Verbesserung dieser Fehlhaltung können Rückenschule, Entspannungstechniken, Atemtechniken und manuelle physiotherapeutische Techniken zur Detonisierung der Rückenmuskulatur eingesetzt werden.

### Entlordosierung der Halswirbelsäule und Überstreckung
Durch sitzende Tätigkeit kommt es im Bereich der Halswirbelsäule zu einer Entlordosierung (teilweise Aufhebung der physiologischen Krümmung) bis hin zur Überstreckung.

### Lordosenstütze
Unterstützung der Lordose im Bereich der Lendenwirbelsäule bietet eine Lordosenstütze.

### Genetisch bedingte Varietäten
Bei Pygmäen und einigen anderen westafrikanischen Ethnien gibt es die genetisch bedingte Varietät eines nichtkrankhaften ausgeprägten Hohlkreuzes.